# Louis-Alexis Delmas
 (mars 2022).
Si vous disposez d'ouvrages ou d'articles de référence ou si vous connaissez des sites web de qualité traitant du thème abordé ici, merci de compléter l'article en donnant les références utiles à sa vérifiabilité et en les liant à la section « Notes et références ».
Pour les articles homonymes, voir Delmas.
Louis-Alexis Delmas, né le 16 novembre 1911 à Salles-Curan et mort le 4 février 1973 à Millau, est un homme politique français.

## Biographie
Il est conseiller général du canton de Salles-Curan de 1958 à 1973, et maire de Salles-Curan de 1959 à 1973.